# پورت آنجلس (واشینگتن)
پورت آنجلس (به انگلیسی: Port Angeles) شهری در شهرستان کلالام، ایالت واشنگتن است که در سرشماری سال ۲۰۱۰ میلادی، ۱۹۰۳۸ نفر جمعیت داشته است. 